# 黑勒訥湖
52°16′16″N 14°29′15″E / 52.27111°N 14.48750°E

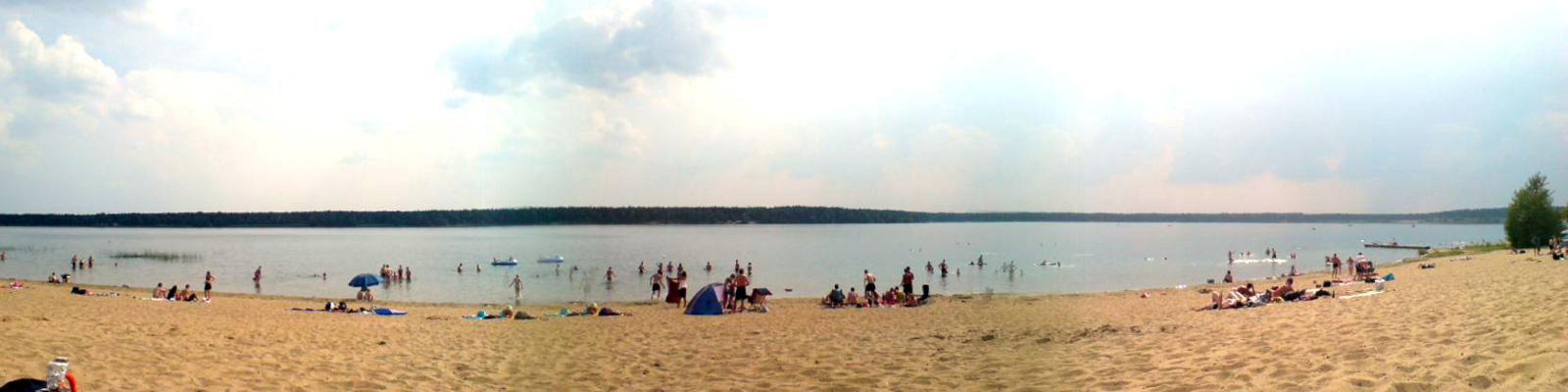

黑勒訥湖（德語：Helenesee），是德國的湖泊，位於該國西南部，由勃蘭登堡州負責管轄，處於奧得-施普雷縣，長2.5公里、寬0.9公里，面積2.2平方公里，最大水深57米。